# Coretta Scott King
Coretta Scott King (Marion, 27 aprile 1927 – Rosarito, 30 gennaio 2006) è stata un'attivista statunitense, moglie del Premio Nobel per la pace Martin Luther King Jr. e anch'essa attivista per i diritti civili.
Essendo anche cantante, principalmente di genere gospel, le sue canzoni spesso erano chiari riferimenti o veri e propri inni per i diritti civili, delle donne e dei neri; nella sua vita, oltre alle lotte femministe e per il black power, si occupò poi anche della difesa dei diritti LGBT e della battaglia contro l'ancora vigente apartheid, in Sudafrica.

## Biografia

### I primi anni

Coretta King incontra nel 1969 il cantante italiano Armando Stula, autore di Le rondini bianche, canzone dedicata al marito

Coretta Scott King nacque in una fattoria della Contea di Perry in Alabama, da Obadiah Scott (1899-1998) e Bernice McMurry (1904-1996). I nonni materni erano Mollie Smith e Martin van Buren McMurry (1863-1950), entrambi di origini afroamericane ed irlandesi. Mollie nacque come schiava da Jim Blackburn, proprietario di una piantagione, e Adeline Smith (1849-1924). Il nonno materno di Coretta, era anch'esso nato come schiavo di origini native afro. I nonni paterni erano invece Cora McLaughlin (1876-1920) e Jefferson F. Scott (1873-1941).
Il nonno era un'importante figura per la comunità rurale religiosa nera, nato dagli schiavi Willis Scott (1848-1890) e Delia Clements Scott. Sebbene la sua famiglia fosse proprietaria terriera la sua situazione economica fu sempre molto difficile, e per questo motivo durante il periodo della Grande depressione che colpì gli Stati Uniti anche Coretta e i suoi fratelli dovettero raccogliere il cotone nei campi per sostenere il bilancio familiare. Dopo essersi diplomata alla Lincoln High School di Marion (Alabama), Coretta frequentò l'Antioch College a Yellow Springs in Ohio e, divenendo presto la migliore del suo corso, vinse una borsa di studio per frequentare il New England Conservatory of Music di Boston per studiare canto, ed è lì che incontrò il suo futuro marito, Martin Luther King.

### Il matrimonio con Martin Luther King
Coretta e King si sposarono il 18 giugno 1953 nella chiesa dei genitori della sposa, e la cerimonia fu celebrata dal padre di King. Dopo aver terminato il corso di canto ed essersi diplomata come violinista, Coretta si trasferì con il marito a Montgomery, in Alabama, nel settembre del 1954, dopo la nomina di King come pastore alla Dexter Avenue Baptist Church.

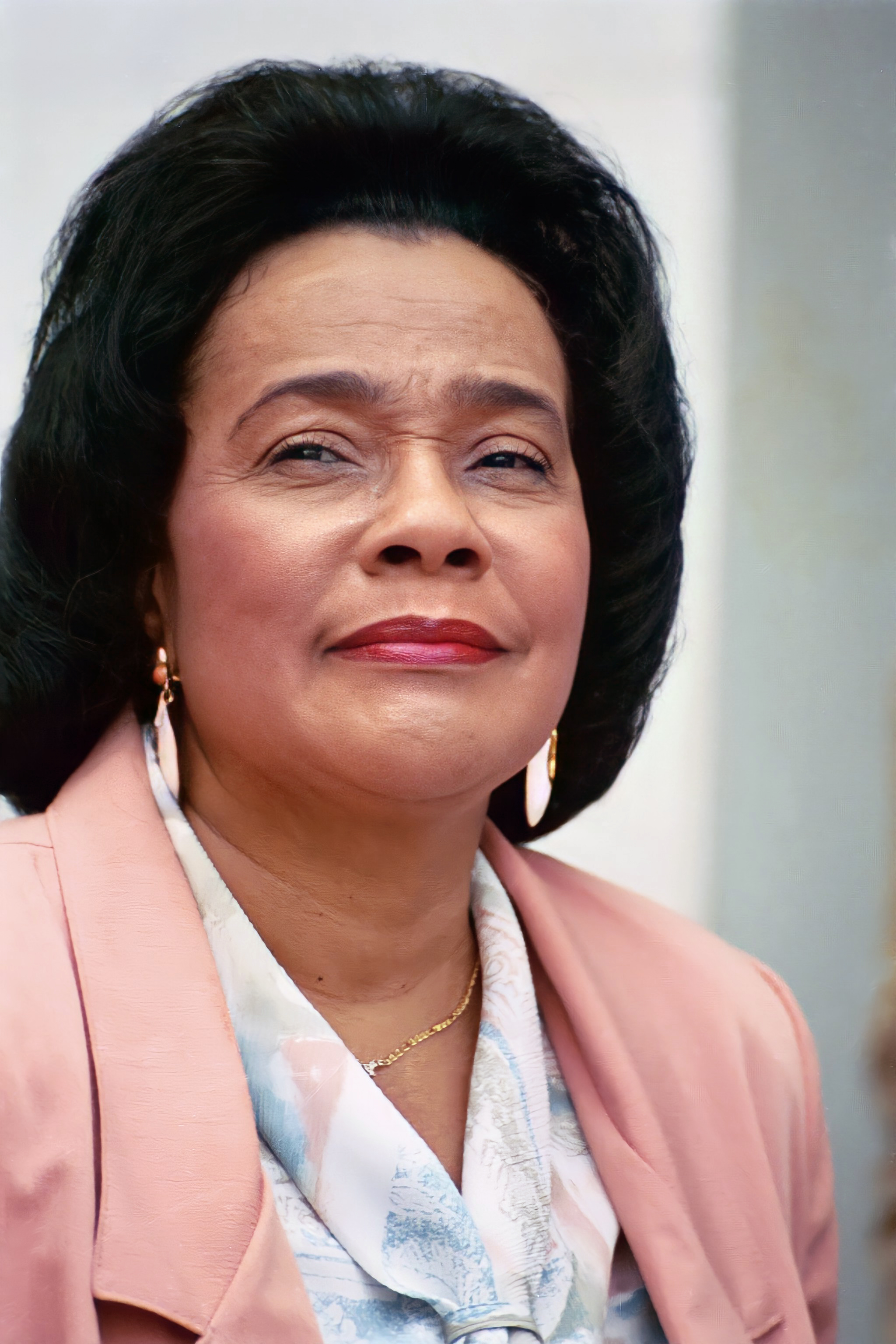
Coretta King al 30º anniversario della Marcia su Washington, nel 1993

I King ebbero insieme quattro figli, 2 femmine e 2 maschi: Yolanda Denise (che avevano l'abitudine di chiamare col nomignolo "Yoki", morta nel 2007), Martin Luther III, Dexter Scott e Bernice Albertine. Tutti e quattro i figli seguirono le orme dei genitori come attivisti per la lotta per i diritti civili. Coretta e suo figlio Dexter divennero inoltre vegani. Coretta ricevette diversi diplomi onorifici da molte istituzioni tra le quali la Princeton University, la Duke University e il Bates College. Fu anche membro della nota associazione di donne afroamericane Alpha Kappa Alpha.

## Movimenti per i diritti civili
L'interesse che la King ha sempre nutrito per le lotte per i diritti civili, che ella portava avanti mentre lavorava, all'inizio, come insegnante di coro in una scuola elementare, divenne il simbolo dell'importanza delle donne afroamericane e non solo durante tutto il periodo di lotta iniziato negli anni '50.